# Коронавірусна хвороба 2019 на Джерсі
Епідемія коронавірусної хвороби 2019 на Джерсі — це поширення пандемії коронавірусної хвороби 2019 на територію бейлівіку Джерсі. Перший випадок хвороби на острові зареєстровано 10 березня 2020 року в особи, яка повернулась з Італії.
Стратегія уряду Джерсі в боротьбі з поширенням коронавірусної хвороби з моменту оголошення локдауну можна вкласти у три слова: «придушити, зберегти та захистити». Ця стратегія передбачає сповільнення поширення коронавірусу, запобігання інфікування вірусом вразливих верств населення, надання допомоги службі охорони здоров'я острова для забезпечення надання допомоги великій кількості людей, які потребують медичної допомоги, та порятунок якомога більшої кількості життів. Уряд острова визнав, що багато жителів острова заразиться коронавірусом, та прагнув забезпечити доступ жителям до якнайкращої медичної допомоги.

## Хронологія

### Лютий— березень 2020 року: початкові заходи
30 січня уряд Джерсі зробив своє перше офіційне повідомлення про коронавірус, повідомивши, що його міжвідомча робоча група зібралася того ранку для обговорення ситуації з поширенням хвороби у світі. Наступного дня уряд видав рекомендації для жителів острова, які повертаються із районів Китаю, де зареєстровані випадки хвороби.
19 лютого 2020 року на острові створено гарячу телефонну лінію для відповідей на запитання жителів острова щодо нового коронавірусу. На цій лінії працювали співробітники сервісних служб, митниці, охорони здоров'я, громадських послуг та екологічного нагляду. Станом на 9 квітня він приймав у середньому 550 дзвінків на день.
10 березня на острові виявлено перший випадок хвороби, перший хворий прибув на острів з Італії. Наступного дня був підтверджений другий випадок хвороби.
12 березня керівник уряду Джерсі Джон Ле Фондре вирішив підтримувати видимість нормального життя на острові, включно дозвіл на проведення відпусток за межами острова, але 14 березня він змінив своє рішення, запровадивши для осіб старших 65 років соціальне дистанціювання, і 20 березня соціальне дистанціювання запроваджено вже для всіх жителів острова. Жителі острова також були змушені відкласти нетерміновий виїзд за межі Джерсі.
Станом на 20 березня на Джерсі було 10 підтверджених випадків хвороби, 2 з них вважались інфікованими місцево, а не ввезеними з-за кордону. З 20 березня всі прибуваючі на острів, крім працівників життєво необхідних галузей, повинні були самоізолюватись на 14 днів. З опівночі 26 березня особи віком за 65 років та хворі з хронічними хворобами повинні були самоізолюватись. 28 березня жителів острова повідомили, що якщо у одного чи кількох осіб у домогосподарстві з'явились симптоми COVID-19, тоді всі інші члени домогосподарства також повинні самоізолюватись на 14 днів.
26 березня головний міністр острова закликав молодих людей прислухатися до рекомендацій щодо віддалення заради запобігання інфікування інших членів своєї родини та розкритикував поширення чуток про коронавірусну хворобу прихильниками теорії змови в соціальних мережах.

### Березень-квітень 2020: Перша хвиля та локдаун
30 березня на стаціонарному лікуванні знаходились 10 хворих з COVID-19. Увечері 29 березня головний міністр острова повідомив про запровадження локдауну, яке набуло чинності з 8 ранку наступного дня. Остров'яни повинні були залишатися вдома за винятком 2 годин для особистих потреб, якщо вони не були зайняті в закладах, робота яких є життєво необхідною. Дозволені причини перебування поза домом включали: покупку товарів першої необхідності (якомога рідше), щоденні соціальні дистанційні фізичні вправи та будь-які медичні потреби. Остров'янам було дозволено їздити в будь-яку частину острова задля перебування на свіжому повітрі та для проведення необхідних покупок (але час у дорозі був включений у ліміт на 2 години). Жителям острова рекомендовано скористатися великими відкритими просторами, такими як пляжі та сільська місцевість.
Асамблея острова ухвалила нові закони, зокрема закон, який надає повноваження поліції виводити людей з громадських місць, забезпечувати самоізоляцію, тестування та перевірку особи, та затримувати тих осіб, які є потенційно інфікованими. 3 квітня було підписано розпорядження про те, щоб школи залишались закритими принаймні до 1 травня, за винятком дітей працівників життєво необхідних галузей та деяких дітей вразливих верств населення.
6 квітня кількість випадків хвороби досягла 169. 19 хворих на COVID-19 знаходились на стаціонарному лікуванні. Пізніше надійшли докладніші дані, і 15 квітня виконавчий директор уряду штату Джерсі Чарлі Паркер повідомив, що 21 хворий на COVID-19 госпіталізовані до лікарні Джерсі, а ще 8 в інших лікувальних закладах.
20 квітня уряд почав повідомляти про кількість одужань: на той день одужали 118 хворих, майже 50 % підтверджених випадків хвороби на острові. У лікарнях знаходились 63 хворих, з яких у 14 підтверджений позитивний тест на COVID-19. Голова уряду острова заявив, що тестування на антитіла буде ключовим для завершення локдауну, й на середину квітня на Джерсі надійшли 10 тисяч наборів для тестування, а ще 150 тисяч мали надійти від іншого виробника. 24 квітня початкові карантинні обмеження продовжено до 11 травня.
Неофіційні урядові дискусії щодо плану зняття обмежень розпочалися в середині квітня з наміром розпочати офіційні обговорення до кінця цього місяця.

### Квітень-вересень 2020: поступовий безпечний вихід з обмежень
Для виходу Джерсі з локдауну уряд Джерсі розробив програму «Система безпечного виходу». Структура виходу з локдауну складалася з чотирьох рівнів, від 4 рівня, найбільших обмежень, до 1 рівня, найнижчих обмежень.
З 11 травня відбувалося поступове послаблення правила «залишатися вдома» — острів розпочав переходити на III рівень, що дозволяло жителям острова залишати свої домівки до шести годин на день і зустрічатися до 5 осіб на день з інших домогосподарств. На цьому етапі продовжувалось дотримання поза домом фізичного дистанціювання на 2 метри, як і раніше, а особи з високим ризиком повинні були і далі знаходитись на самоізоляції. Ресторанам і кафе дозволялося подавати страви на відкритому повітрі, великі підприємства могли працювати з дотриманням правил соціального дистанціювання.
З 29 травня було скасовано обмеження часу перебування на вулиці, і жителям острова було дозволено заходити в будинки інших осіб за умови, що в них перебуває не більше 5 інших осіб. Жителі острова повинні були продовжувати дотримуватися дистанції між людьми в 2 метри, перебуваючи поза домом. За незаконні зібрання на порушників міг накладатися штрафи до 1000 фунтів стерлінгів.
З 8 червня було дозволено проводити звичайні та екстрені стоматологічні процедури, могли відкриватися дитячі ясла, а школи могли починати прийом нових учнів до школи. 26 червня вимога щодо дотримання соціального дистанціювання зменшилася вдвічі до одного метра, і з 1 липня пабам було дозволено подавати алкоголь без їжі клієнтам, які знаходяться на відкритому повітрі. Через тиждень всім торговим закладам було дозволено відкритися, якщо в них дотримувалось фізичне дистанціювання на 2 метри. 30 червня на острові не залишилось активних випадків хвороби, загалом проведено понад 15 тисяч тестувань.
7 липня знову дозволено дорослим відвідувати хворих у лікарні, проте з урахуванням кількості осіб, часу та заходів безпеки.
8 серпня Джерсі перейшов на І рівень епідеміологічної безпеки, з подальшим послабленням карантинних обмежень. Метою встановлення цього рівня було безпечне життя з вірусом, сприяння безпечній гігієні/на відстані/меншими групами/назовні/щоб з вами можна сконтактувати.
На початку вересня 2020 року школи на острові були відкриті для всіх дітей, з певними правилами соціального дистанціювання та розподіленим часом початку занять у класах.
Розподіл випадків, виявлених з 1 липня по 5 жовтня, показує, що 2 випадки виявлені під час звернення за медичною допомогою, 83 завезені з-за меж острова, 3 виявлені при скринінгових обстеженнях, 4 виявлені при перевірці на роботі, та 20 виявлені цілеспрямовано при обстеженні з пошуку контактів хворих.

### Жовтень 2020-січень 2021: друга хвиля та обрив
Кількість нових випадків хвороби за тиждень стала стабільно зростати з кінця вересня. У листопаді уряд оголосив про розробку нової зимової стратегії щодо COVID-19, щоб підготуватися до зими та уникнути другого локдауну. Ця стратегія включала 8 основних пунктів:
- Збільшення кількості тестувань на острові.
- Постійне оновлення заборон та дозволів на поїздки до інших країн.
- Обов'язкове носіння маски для внутрішніх громадських приміщень.
- Розробка екрануючих програм для захисту осіб, які перебувають у групі ризику, але можуть перебувати на зв'язку.
- Вакцинація проти грипу та, коли це можливо, від COVID-19
- Перевірити підготовку уряду до наступного етапу боротьби з епідемією, зокрема служб опіки та охорони здоров'я, та проведення низки економічних заходів.
- Бути готовими до значного погіршення ситуації за потреби, проте застосовувати принцип «найменшої загальної шкоди».
- Проведення бесід про розумну поведінку під час епідемії, підкріплене посиленням роботи правоохоронних органів.

Після різкого зростання нових випадків 30 листопада головний міністр острова повідомив, що захисні маски стануть обов'язковими при відвідуванні магазинів, супермаркетів, банків, поїздок на автобусах і таксі, відвідувань закладів охорони здоров'я, перукарень та косметологів. Більшість жителів острова повинні працювати надомно за можливості. Тим, хто старше 70 років, слід уникати контакту в приміщенні з особами, які не проживають з ними в одній країні.
За три дні відновлено низку карантинних обмежень, зокрема всі паби, бари, ресторани, тренажерні зали та фітнес-клуби наказали закрити протягом 24 годин, також відновлено соціальне дистанціювання з відстанню в 2 метри, повідомлено, що ці обмеження будуть тривати до нового року.
До середини грудня на острові було 700 активних випадків хвороби, будинки для догляду за особами похилого віку закрились для відвідувачів для попередження інфікування жителів будинків, також розпочалась вакцинація мешканців будинків для осіб похилого віку. 17 грудня повідомлено, що мешканець будинку для осіб похилого віку помер від COVID-19.
На 31 грудня 2020 року на острові зареєстровано 2760 випадків хвороби, з яких 556 були активними, та 44 смерті.

### Січень-серпень 2021: повторне відновлення
7 січня 2021 року головний міністр острова оголосив про початок процесу відновлення життєдіяльності на острові, та представив стратегію виходу острова з другого періоду обмежень. На першому етапі 11 січня навчання в школах на острові повністю відновилось. Інші карантинні заходи діятимуть щонайменше до 25 січня, а міністри оголосять про скасування обмежень 21 січня.
24 січня 2021 року міністр охорони здоров'я острова повідомив, що острів перейде до II етапу стратегії відновлення нормальної життєдіяльності з 27 січня, а скасування соціального дистанціювання встановлено з 3 лютого. Також повідомлено, що жителям острова більше не знадобиться дозвіл на проведення сеансу масажу або акупунктури після відновлення роботи відповідних закладів. 26 січня міністр охорони здоров'я острова Річард Ренуф повідомив, що перехід до II етапу буде відкладений до 3 лютого (заклади з тісним контактом — до 10 лютого) у зв'язку із зростанням кількості випадків хвороби у працівників постачання роздрібної торгівлі промисловими товарами. Заклади роздрібної торгівлі, що займаються торгівлею товарами не першої необхідності, були знову відкриті з 3 лютого (на 9 днів пізніше, ніж планувалося спочатку), а заклади з тісним контактом відновили торгівлю з 10 лютого. 3 лютого повідомлено, що центр міста Сент-Гелієр переповнений людьми, особливо Кінг-стріт. На головній вулиці Сент-Гелієра запроваджена допоміжна одностороння система «Тримайся ліворуч», яка допомагала дотримуватися фізичного дистанціювання.
17 лютого 2021 року головний міністр повідомив, що подальше пом'якшення обмежень відбудеться 22 лютого, коли острів перейде до III етапу дорожньої карти з відновлення нормальної життєдіяльності. На третьому етапі відбулося відкриття готелів та інших закладів для прибуваючих, а також відновлення змагань з усіх видів спорту на відкритому повітрі, та відкриття атракціонів для відвідувачів. Надалі необхідно дотримуватися дистанції в 2 метри, а ресторани та кафе повинні дотримуватися суворих карантинних заходів щодо носіння масок та обмежень перебування відвідувачів у залі. Алкоголь дозволено подавати лише до основних страв, яка є або першою чи другою повноцінною стравою, або до двох закусок, але ні в якому разі не з легкими закусками.
На IV етапі карантинних обмежень була поновлена робота пабів та тренажерних залів, займатись плаванням у критих басейнах дозволено з 10 березня (не раніше). На цьому етапі дозволено проводити зустрічі між людьми в приміщенні.
5 березня 2021 року заступник головного міністра острова сенатор Ліндон Фарнхем виклав процедуру повторного відновлення діяльності закладів та підприємств, аж до повного скасування всіх карантинних обмежень щодо коронавірусної хвороби на Джерсі. Кожен етап мав тривати щонайменше чотири тижні, що перевищує тривалість етапу попереднього відновлення, який тривав три тижні. Наступного тижня заплановано повідомлення про зняття обмежень на поїздки.
15 березня Джерсі перейшов до IV етапу відновлення життєдіяльності. Дозволено проведення спортивних заходів та заняття у спортивних залах в приміщенні. Перебування в одному приміщенні до 10 осіб було дозволено ще раз на день раніше на Материнську неділю.
19 березня уряд оголосив стратегію відновлення транспортного сполучення. З 26 квітня острів повернеться до регіональної класифікації згідно зеленого/ бурштинового/червоного кольорів. З 17 травня всі країни перейдуть від виключно червоних до регіональної класифікації, окрім тих, що входять до британського «червоного списку» країн, заборонених для поїздок.
30 березня оновлено стратегію відновлення нормальної життєдіяльності з урахуванням зниження захворюваності. З 2 квітня, у Страсну п'ятницю, дозволено подавати напої у приміщеннях закладів громадського харчування. З 12 квітня острів перейде на V етап відновлення нормальної життєдіяльності, на якому закінчиться дія постанови про фізичне дистанціювання та робота на дому. Кількість осіб, які можуть перебувати на громадських заходах, зокрема театральних виставах та весілях, будуть офіційно збільшені. На VI етапі карантинні заходи змінені таким чином, щоб дозволити вільний продаж алкогольних напоїв, а після чого заплановано перехід до VII етапу.
Станом на 20 червня 2021 року перехід до 7 етапу було відкладено. Спочатку ослаблення карантинних заходів було відкладено на один тиждень до 21 червня, однак через низку завезених випадків варіанту Дельта його знову відклали до 5 липня. 13 липня 2021 року етап повторного відновлення все ще не відбувся, оскільки його було перенесено на 15 липня. Однак «День Визволення» знову відклали на невизначений термін через значне зростання випадків хвороби.
21 липня 2021 року уряд знову запровадив обов'язкове носіння масок у приміщеннях, вимагаючи від усіх жителів острова носити маски в магазинах, ресторанах та інших приміщеннях. 30 липня 2021 року уряд скоротив термін обов'язкової ізоляції для хворих на COVID-19 і тих, хто прибуває на кордон, з 14 до 10 днів.
26 серпня 2021 року острів перейшов до 7-го етапу стратегії відновлення. Усі юридичні обмеження щодо COVID-19 було скасовано, за винятком обов'язкового носіння масок у громадському транспорті та на об'єктах у портах Джерсі.

### Життя з COVID
30 листопада 2021 року після подібних кроків у Великій Британії у відповідь на появу варіанту Омікрон було повідомлено, що всі прибуваючі на острів, які перебували за межами спільної зони подорожей протягом останніх 10 днів, повинні будуть пройти безкоштовний ПЛР-тест після прибуття.
30 грудня 2021 року міністр охорони здоров'я скоротив період ізоляції до 7 днів для позитивних випадків за умови, що на 6 і 7 день було зроблено два негативних швидких тести на коронавірус. Це відбулося після аналогічного скорочення, прийнятого в Англії.
4 січня 2022 року унаслідок появи варіанту «Омікрон» маски знову стали обов'язковими в приміщеннях. Було тимчасово відновлено дозволи на вихід з дому. Статус повністю вакцинованих було збільшено до двох щеплень і ревакцинації, хоча цим повністю вакцинованим людям не потрібно було б робити тест, якщо вони прибули на Джерсі з-за меж спільної зони поїздок.

## Смертність

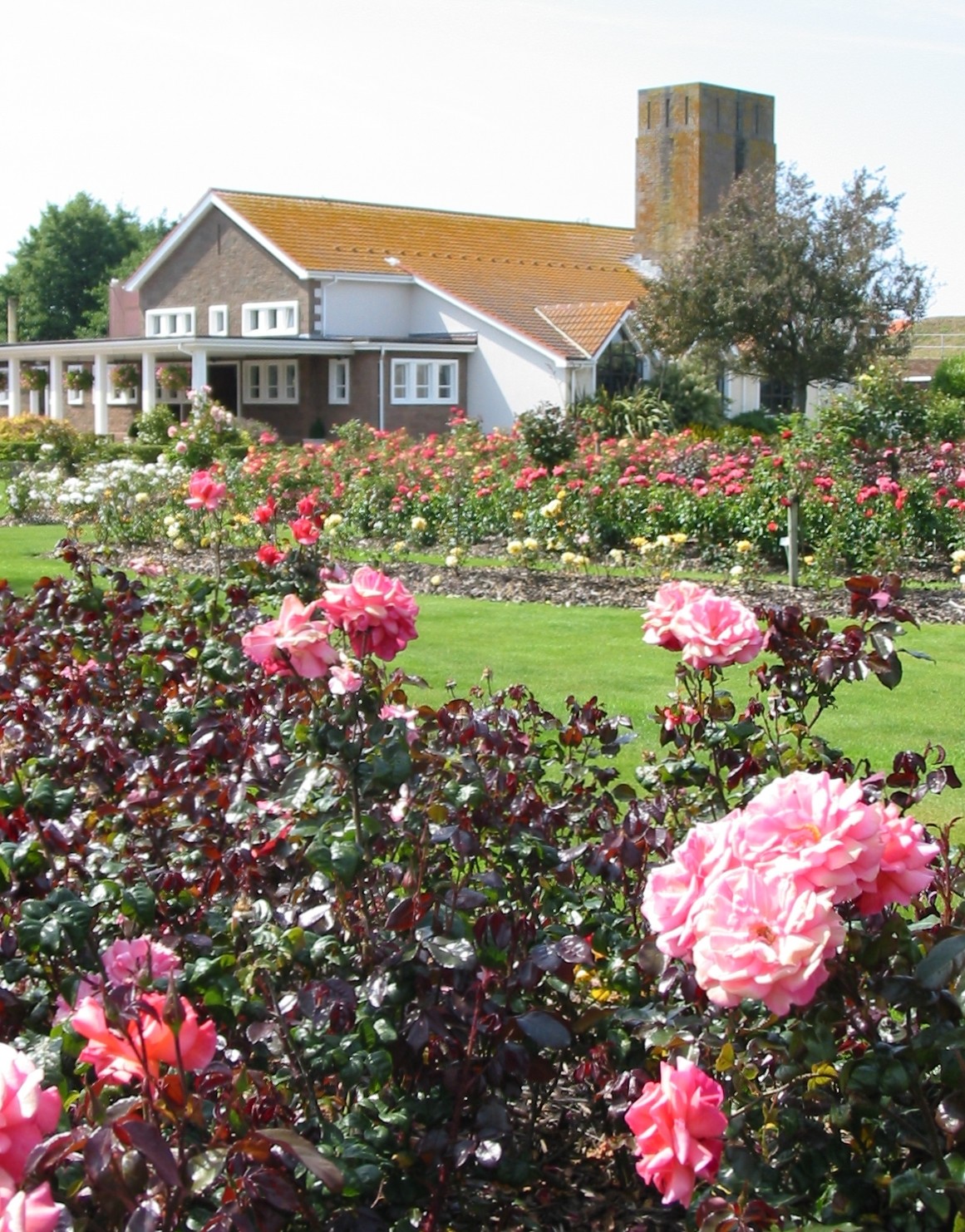
Крематорій Джерсі

Перша смерть від COVID-19 на острові зареєстрована 25 березня 2020 року. Померла особа мала 80 років, мала хронічні хвороби, та до інфікування COVID-19 отримувала відповідне підтримуюче лікування. 29 березня помер другий хворий, якому було 70 років, який також перед інфікування коронавірусом тривалий час хворів хронічною хворобою. 4 квітня повідомлено про третю смерть — хворого віком за 60 років, який мав низку хронічних хвороб.
14 квітня кількість осіб, які померли або в закладах охорони здоров'я, або вдома, де у свідоцтві про смерть згадувався COVID-19, зросла до 6.
27 квітня головний міністр повідомив, що 9 із померлих від коронавірусної хвороби померли в загальносоматичній лікарні, 2 в лікарні Святого Спасителя (заклад, де лікують психічні захворювання), 7 у будинках догляду за особами похилого віку, а один помер у власному будинку. Більшість із померлих мали вік від 70 до 90 років.
До 12 травня кількість смертей зросла до 26, з них 13 померли в лікарні та 13 поза лікарняними закладами, з яких 12 знаходились у будинках догляду за особами похилого віку. 3 хворих мали вік від 50 до 70 років, а 7 були старшими 90 років. Серед померлих 38 % складали жінки, а 62 % чоловіки. 20 травня кількість активних випадків хвороби зменшилась до 21, з них лише 2 знаходились у лікарні. Кількість померлих зросла до 29.
За період з 1 січня по 7 червня 2020 року кількість зареєстрованих смертей на острові незалежно від причини становила 303, і була нижчою, ніж за той самий період у 2018 році (389) та 2019 (344). Ця тенденція утримувалась і в жовтні.

## Огляд заходів боротьби з поширенням хвороби

### Стратегія
Джерсі — це самоврядне коронне володіння Великобританії. Заходи Джерсі з боротьби з поширенням хвороби були абсолютно незалежною від заходів Великобританії, проте заходи острова на боротьбу з поширенням хвороби іноді була подібною до заходів Великобританії. Заходи боротьби з поширенням хвороби на Джерсі затверджував уряд Джерсі, а керівниками розробки були головний міністр-сенатор Джон Ле Фондре, заступник міністра охорони здоров'я острова Річард Ренуф та заступник головного медичного директора міністерства охорони здоров'я Іван Мускат. Стратегія щодо боротьби з поширенням COVID-19 на Джерсі полягала в «затримці, стримуванні та захисті» від поширення вірусу. Ця стратегія названа «Зимовою стратегією боротьби з COVID-19». Частина оглядачів критикували цю стратегію, порівнюючи її із заходами сусіднього Гернсі. Бейлівік Гернсі дотримувався стратегії ліквідації епідемії, й з літа мав менше карантинних обмежень, ніж Джерсі, проте мав набагато жорсткіші прикордонні обмеження. У зв'язку з цим у Гернсі було менше випадків хвороби і смертей, і на ньому не було значної другої хвилі хвороби, яка спостерігалась на Джерсі. Керівник Бізнес-центру Джерсі заявив, що не потрібно проводити порівняння між островами, оскільки вони мають різні економіки.

### Тестування

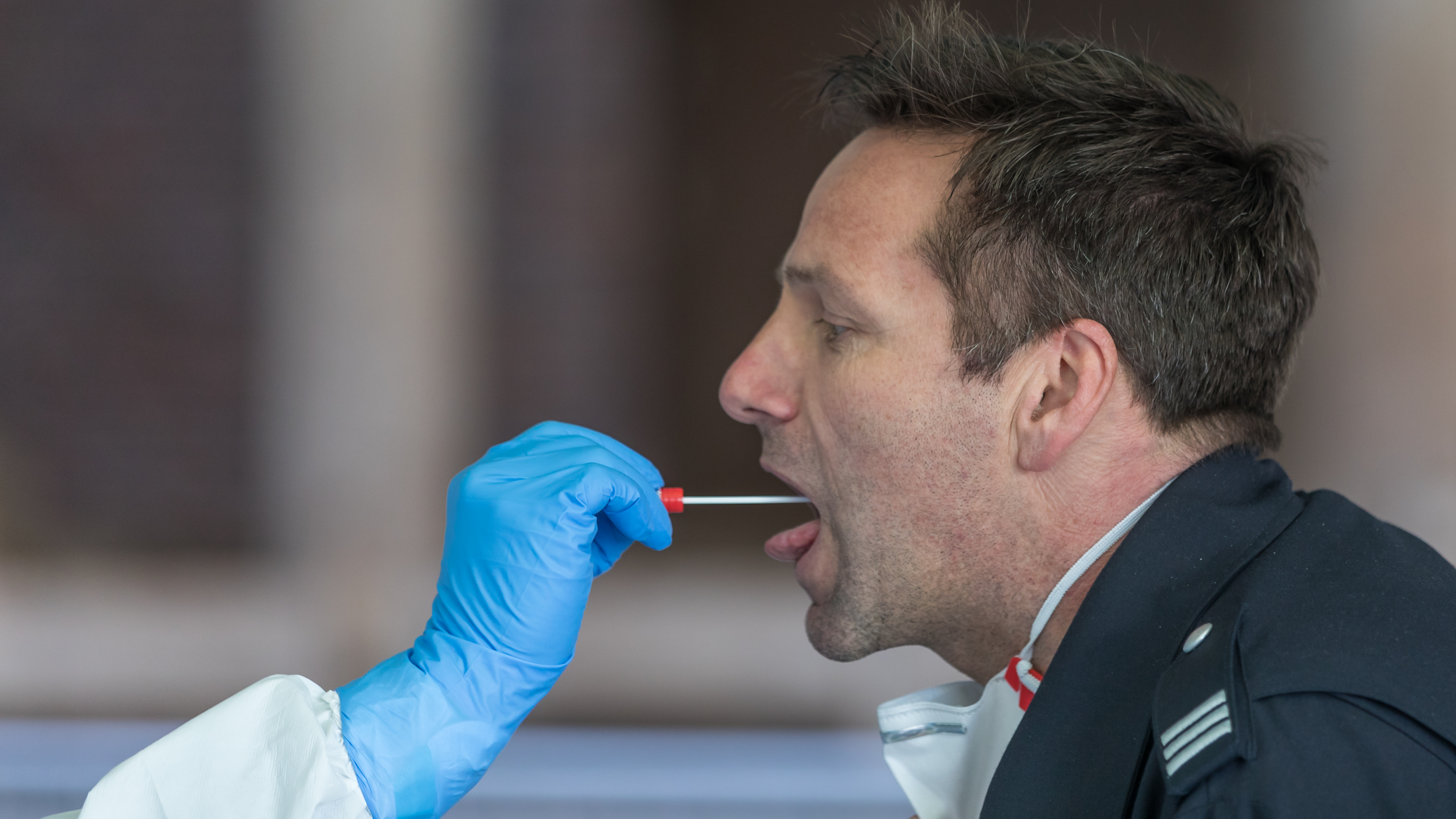
Забір біоматеріалу з ротоглотки застосовувався на Джерсі для виявлення випадків хвороби серед жителів острова та в осіб, які прибували на острів.

Початково тести на COVID-19 для опрацювання відправлялись у лабораторію в Лондоні, отримання результатів тестування займало від 2 до 5 днів. У березні домовлено про створення центру для проведення тестувань на острові, очікувалося, що він запрацює в кінці квітня 2020 року. Для острова замовлено 5 тисяч тестових наборів. 15 березня відкрився тестувальний центр у Файв-Оукс. 2 квітня уряд острова повідомив, що замовлені ПЛР-тести доставить компанія «Cepheid Inc» з Каліфорнії та ще дві інші компанії. У постачальника з Великобританії замовлено 150 тисяч тестів на антитіла до COVID-19. За допомогою тестів на антитіла мали виявити наявність антитіл у жителів острова, в яких уже сформувався імунітет. Тести на антитіла мали прибути партіями, перша партія цих тестів очікувалася в квітні. Уряд мав намір провести тестування на антитіла в осіб зі всіх домогосподарств острова, щоб забезпечити поетапний керований вихід із обмеження обов'язкового перебування вдома. Остров'янам запропоновано відвідувати мобільні центри тестувань на території всього острова.
Тестування на острові розпочалося 8 квітня з розрахунку, щоб працівники лабораторії працювали цілодобово, 7 днів на тиждень, щоб обробляти результати тестувань того самого дня. Керівник діагностичної служби повідомив, що 20 співробітників біомедичної та лабораторної служб пройшли навчання для проведення тестів на COVID-19.
У середині квітня Гері Хопкінсон та Алекс Шнайдер подарували острову Джерсі 50 тисяч наборів для виявлення антитіл до COVID-19 виробництва компанії «Healgen».
Згідно досліджень результатів досліджень крові на антитіла до COVID-19 серед жителів острова, які були проведені до 10 травня 2020 року, на той день день вірусом на острові інфікувалась лише незначна частина населення. Попередніми показаннями були 3,1 % ± 1,3 % інфікованих (з імовірністю 95 %) з вибірки у 855 осіб.
26 травня уряд розпочав проводити безкоштовні тести на антитіла, що дають результат за 15 хвилин, усім, хто працював поза домом.
Результати другого обстеження на антитіла до COVID-19 на Джерсі засвідчили, що на основі понад 1000 випадкових тестів близько 4,2 % населення острова перенесли COVID-19, при цьому 62 % осіб з позитивними результатами заявили, що не помітили жодних симптомів хвороби. Звіт «Orchid Care Services», оприлюднений на основі 1146 тестів, вказував, що 11 % осіб, які пройшли тестування, мали в крові антитіла до COVID-19.
Тестувальний комплекс на Джерсі обробляв результати тестувань лише тоді, коли результат тестування потрібний був терміново, наприклад, коли хворий потрапляв до лікарні або виписувався до будинку догляду за особами похилого віку. Менш термінові обстеження відправлялись зафрахтованим літаком до приватної лабораторії в Університеті Ворика в Ковентрі, результати яких зазвичай отримували протягом 24 годин. Це було пов'язано з дефіцитом у всьому світі фільтрів, що використовуються у тестувальних апаратах.
На Джерсі запроваджено масштабну програму тестування при перетині кодону бейлівіку.
У серпні центральна лікарня острова повідомила, що має намір створити автономну лабораторію, яка зможе проводити від 1000 до 1500 тестувань на день. Це було важливим кроком у підготовці до другої хвилі хвороби. Нове обладнання, вартість якого становило близько 3 мільйонів фунтів стерлінгів, прибуло на острів 13 серпня, запуск обладнання запланований на вересень. У середині вересня нова лабораторія, встановлена поблизу аеропорту, розпочала обробку результатів обстежень, що дало скорочення часу очікування отримання результатів тестувань приблизно до 12 годин. Ця лабораторія мала максимальну продуктивність до 2000 тестів на день. У грудні 2020 року на острові було проведено 200 тисяч тестів. Станом на 27 серпня 2021 року з початку 2021 року було проведено 660633 тести, з яких 650660 були негативними.

#### Комерційне тестування
Медична компанія на Джерсі «Orchid Care Services» оголосила, що вона буде проводити експрес-тести на антитіла до COVID-19, що виробляються каліфорнійською компанією «CTK Biotech», які були схвалені урядом Австралії, та використовувались для тестування працівників компанії. Уряд острова рекомендував бути гранично обережними в їх проведенні, і навряд чи прийме дані, отримані в результаті цих тестувань. Ця лабораторія відкрилась 15 травня 2020 року, та закрита 30 червня 2020 року після проведення понад 1400 обстежень. Компанія заявила, що продовжуватиме надавати послуги тестування організаціям, які хочуть обстежити свій персонал.
15 липня 2020 року прийнято закон про регулювання приватних лабораторій.
У серпні 2020 року низка приватних лікарів почала пропонувати послуги тестування на COVID-19 для жителів острова, яким необхідний підтверджений результат тестування для поїздки за межі острова.

### Відстеження контактів
Уряд запровадив стратегію відстеження контактів, призначену для виявлення осіб, які нещодавно контактували з особою, у якої підтверджено позитивний тест на COVID-19. Команда тестування контактів допомагає цій особі ідентифікувати хворих, з якими вони знаходились на відстані більше 2 метрів більше 15 хвилин, або мали безпосередній фізичний контакт без носіння захисних засобів. Низка закладів, зокрема перукарні, ресторани та бари, повинні збирати контактну інформацію від клієнтів, щоб забезпечити можливість відстеження контактів, якщо згодом у клієнта виявляється позитивний тест на коронавірус.
14 жовтня на острові було запущено додаток для відстеження контрактів для смартфонів під назвою «Jersey Covid Alert». Він був розроблений компанією «NearForm», та мав вартість 240 тисяч фунтів стерлінгів, та базувався на тій же системі, що застосовувалася в Ірландії, Шотландії, Нью-Йорку та Нью-Джерсі. Він заснований на технології сповіщення про розміщення, розробленій Apple і Google. Додаток не відстежує місцезнаходження користувача, і є децентралізованим, при цьому жодна особиста інформація не зберігається, лише на смартфоні користувача. Через три тижні після запуску додаток було завантажено понад 38 тисяч разів.
30 листопада 2020 року на прес-конференції головний міністр острова повідомив, що група з питань відстеження контактів розширюється з 55 до 89 співробітників..

### Економічні заходи

#### Фінансова підтримка
12 березня 2020 року міністр економічного розвитку оголосив про відстрочку виплат із соціального страхування та податку на товари та послуги, та про відстрочку орендної плати для підприємств, де орендодавцем був уряд. 20 березня міністр повідомив, що уряд виплачуватиме субсидію до 200 фунтів стерлінгів на тиждень працівникам сфери обслуговування, роздрібної торгівлі, оптової торгівлі, сільського та рибного господарства до кінця квітня. Він також повідомив про надання розширеного пакету підтримки II фази з 26 березня, для чого буде використовуватися стратегічний резерв острова, так званий «фонд дощових днів», який буде використовуватися для виплати до 80 % заробітної плати працівників певних галузей економіки, які вимушено втратили роботу на період епідемії, але не більше 1600 фунтів стерлінгів на місяць.
Система співфінансування заробітної плати була продовжена з 1 червня до кінця серпня 2020 року. І фаза цієї системи охоплювала березень, і на неї було витрачено близько 2 мільйонів фунтів стерлінгів, на II фазу витрачено близько 20 мільйонів фунтів стерлінгів.
У жовтні 2020 року рада міністрів острова вирішила запровадити новий пакет фінансової підтримки, проте це було скасовано міністерством фінансів, оскільки на його думку це не було належним використанням державних грошей. Головний міністр острова Ліндон Фарнем застосував міністерське розпорядження, щоб взяти на себе відповідальність за розподіл коштів.
5 січня 2021 року розпочалась виплата коштів з пакету фінансової підтримки, які надавались для підприємств, зареєстрованих на місцевій фондовій біржі та мали мінімальний оборот у 300 тисяч фунтів стерлінгів, та зазнали збитків щонайменше на 50 % від цієї суми.
21 січня 2021 року міністр економіки Ліндон Фарнем оголосив про ряд заходів підтримки бізнесу під час повного закриття підприємств. 12 мільйонів фунтів стерлінгів направлені на збільшені субсидії на оплату праці; 9,5 мільйона фунтів стерлінгів направлені на підтримку фіксованих витрат для всіх підприємств та закладів (у тому числі й готелів) та відстрочку податку на прибуток та соціальне страхування за І квартал року (січень — квітень).

#### Відновлення економіки
10 липня 2020 року повідомлено про запровадження низки заходів, включаючи прямі виплати домогосподарствам з низьким рівнем доходу, кожному дорослому та дитині в Джерсі буде виплачено кошти у розмірі 100 фунтів стерлінгів на витрати у місцевих закладах та для сприяння зайнятості, зменшення внесків на соціальне страхування, та задля допомоги місцевому бізнесу.
Згідно плану уряду на 2020 рік запроваджується низка заходів для підвищення ефективності економіки на загальну суму 120 мільйонів фунтів стерлінгів. Для виконання цих заходів можуть бути залучені 386 мільйонів фунтів стерлінгів, а 235 мільйонів фунтів стерлінгів будуть спрямовані з фонду соціального забезпечення.

### Охорона здоров'я
Джерсі має власну службу охорони здоров'я, окрему від служби охорони здоров'я Великобританії. Служба охорони здоров'я острова розробила низку власних заходів боротьби з коронавірусною хворобою, спрогнозувавши ймовірне занесення епідемії на острів ще в 2009 році.
19 березня міністр охорони здоров'я та комунальних послуг повідомив, що головна лікарня острова буде закрита для відвідувачів. 20 березня уряд повідомив, що планові операції та не екстрене амбулаторне лікування будуть відкладені на 4 тижні. 30 березня головний міністр повідомив, що у головній лікарні острова знаходиться 10 хворих, а на острові є 27 апаратів штучної вентиляції легень. Острів не має власного апарату для екстракорпоральної мембранної оксигенації, і хворих, які будуть її потребували, найчастіше перевозили б до лікарні в Саутгемптоні. Осіб, які працювали у галузі охорони здоров'я, зокрема стоматологів та фармацевтів, попросили добровільно підтримати службу охорони здоров'я.
8 квітня 2020 року в одному з будинків для літніх людей виявлено 17 випадків коронавірусної хвороби.
Військові вертольоти, що базуються на авіабазі Кулдроуз в Корнуоллі, перебували в режимі очікування для можливого транспортування важкохворих пацієнтів з Джерсі до реанімаційних закладів у лікарнях Великобританії за необхідності. Вони також можуть використовуватися для перевезення ліків, медичного обладнання та лікарів-спеціалістів.
Заступник медичного директора з питань охорони здоров'я Джерсі доктор Іван Мускат відіграв помітну роль у проведенні медичних заходів під час пандемії. Він та медичний директор Джерсі Патрік Армстронг нагороджені званням лицарів Ордену Британської імперії на честь дня народження королеви в 2020 році.

#### Лікарня Найтінгейл
9 квітня 2020 року уряд Джерсі повідомив, що на ігровому полі в Міллбруку буде побудовано польову лікарню. Іноді його подають як крило головної лікарні Джерсі, воно розташоване поруч із церквою Святого Метьюса, за 3 кілометри від основного корпусу. Очікувалось, що будівництво цієї лікарні, яку назвали «лікарня Найтінгейл» коштуватиме 14,4 мільйонів фунтів стерлінгів, а на її будівництво піде менше місяця. Лікарняний корпус запланований був довжиною 150 м і шириною 30 м, та мав містити 6 палат на 30 ліжок кожна, але міг би бути розширений до 240 ліжок. Земля, на якій будувалась лікарня, належить родині лорда Трента. Підрядником будівництва є «J3 Limited», що є спільним підприємством компаній «Sir Robert McAlpine», «Garenne Construction Group» та «FES Group». Цей підрядник займався будівництвом «лікарень Найтінгейл» у Глазго та Манчестері.
4 травня будівництво було завершено, і будівля передана під контроль управління охорони здоров'я та комунальних послуг Джерсі. 11 травня лікарню відкрили граф і графиня Вессексські через відеозв'язок. Крило лікарні Найтінгейл залишається невикористаним.
14 серпня уряд оголосив, що цей об'єкт буде діяти протягом зими, оренду продовжили до 31 березня 2021 року. Загальна вартість об'єкту залишалася в межах початкового бюджету.

#### Проблеми охорони здоров'я
У червні 2020 року уряд Джерсі опублікував звіт про аспекти охорони здоров'я під час карантину. Серед наведених даних вказано, що поліція затримала кілька осіб, у яких виявлено проблеми з психічним здоров'ям, і що 5 спроб самогубства могли бути безпосередньо пов'язані з локдауном, що спричинила проблеми з психікою в цих осіб. Найбільше, за цими даними, постраждали найбідніші верстви населення, розрив між статками яких та найбагатшими особами посилився під час пандемії.
У серпні 2020 року повідомлено, що коли стане доступною вакцина проти COVID-19, вона буде надаватися всім безкоштовно, і першими її отримають особи з груп ризику. Вартість закупівлі оцінювалася в 5 мільйонів фунтів стерлінгів.

### Смерть та поховання
У березні 2020 року обмеження на поховання включали заборону церковних служб, і було введено в дію дозвіл на присутність на похованні не більше 10 осіб, які повинні бути найближчими родичами.
На острові до початку епідемії було місце для зберігання 100 тіл у лікарнях та будинках поховань, але уряд підготував тимчасовий морг під назвою «Святилище» на випадок відсутності місця в наявних місцях зберігання тіл.
У середині квітня 2020 року скасували запроваджену у березні заборону на відвідування вмираючих хворих, щоб дозволити родичам, які мають засоби індивідуального захисту, відвідувати своїх близьких.
1 червня 2020 року послаблені обмеження на проведення поховань, дозволено проведення поховання з 80 відвідувачами, якщо в будівлі можна розмістити цю кількість людей із дотриманням соціального дистанціювання.

### Транспорт та пересування
У травні 2020 року закрито для проходу вулицю Броуд-стріт у Сент-Гелієрі задля дотримання фізичного дистанціювання, подібно до ще низки вулиць в інших містах під час епідемії коронавірусної хвороби на Британських островах. Ця вулиця розташована в центрі міста неподалік Кінг-стріт. У цей період заступник міністра інфраструктури Кевін Льюїс запропонував ще кілька проектів закриття вулиць, але не повідомив деталей. Проте нові обмеження руху не вводилися. Транспортні засоби могли виїздити на вулицю між 7 та 11 годинами ранку, а велосипедисти могли їздити вулицею увесь день в обидві сторони. Торгово-промислова палата острова розкритикувала цей крок, заявивши, що хоча міністр закрив вулицю відповідно до порад медичних працівників, не було проведено консультацій ні з міністром охорони здоров'я, ні з медичним директором. Представники палати сказали також, що це закриття мало лише незначний ефект, та було лише давнім бажанням деяких політиків. Представники палати також сказали, що вулиця рідко використовується пішоходами, і що закриття вулиці негативно вплинуло на роздрібну торгівлю. Проти запровадження цього рішення було внесено петицію, проте вона не набрала достатньої кількості підписів, щоб отримати підтримку асамблеї острова. 3 лютого 2021 року на Кінг-стріт було запроваджено односторонню систему руху «Тримай ліворуч» для покращення дотримання фізичної дистанції.

#### Обмеження транспортного сполучення
До 12 березня 2020 року головний міністр Джерсі Джона Ле Фондре надавав поради щодо поведінки під час епідемії, які мали зберегти видимість нормального життя, включно з продовженням відпустки за межами острова. Проте 14 березня поради були змінені, й з цього дня рекомендувалися лише найнеобхідніші поїздки як за межі острова, так і прибуття на Джерсі.
З 20 березня по 1 липня 2020 року всі особи, які прибули на острів, крім працівників життєво необхідних галузей, повинні були знаходитись на самоізоляції протягом 14 днів. Під час карантину були обмежені всі поїздки за межі острова, крім життєво необхідних. З 1 липня 2020 року кордони Джерсі були відкритими, але з обмеженнями на в'їзд, зокрема проведення попереднього тестування на коронавірус та самоізоляції після прибуття. Джерсі запровадив відмінну стратегію від Гернсі, віддаючи перевагу скороченню періоду самоізоляції для в'їзду на острів.
У рамках обмежень третього рівня стратегії відновлення роботи життєдіяльності на острові, всі, хто прибували на острів з 1 червня 2020 року, отримали можливість пройти ПЛР-тест, у випадку негативного тесту від них не вимагали самоізоляції протягом двох тижнів. Якщо тест був позитивний, їм потрібно було пройти кілька додаткових тестів, у тому числі із серологічним тестом з взяттям крові з пальця на четвертий день і, в деяких випадках, додаткові ПЛР-тести на четвертий та сьомий день після прибуття. З 3 липня було скасовано обмеження на поїздки за межі острова. Острів'янам та туристам дозволялося без обмежень пересуватися островом та виїжджати з нього. Бажаючі прибути на острів повинні попередньо зареєструватися на урядовому вебсайті перед поїздкою, включно з повним переліком місцевостей, де вони перебували протягом останніх 14 днів. Вимогою за замовчуванням є самоізоляція протягом 14 днів після прибуття на острів, але прибуваючі можуть взяти участь у «Програмі тестування безпечних подорожей», щоб мати коротший період ізоляції. Починаючи з 8 липня 2020 року, всі країни та регіони класифікуються за допомогою системи «світлофора» — зеленим, бурштиновим або червоним кольором. Прибулі на острів повинні пройти тестування в день прибуття, 5-ий та 10-ий день після прибуття. Вимоги до самоізоляції були наступними: для прибулих із зеленої зони самоізоляція тривала до негативного результату тесту в день прибуття, для прибулих з бурштинової зони самоізоляція тривала до негативного результату тесту на 5-ий день прибуття, для прибулих з червоної зони самоізоляція тривала до негативного результату тесту на 10-ий день після прибуття.
Спочатку тестування проводилось лише в день прибуття для прибулих із зеленої та червоної зон, а в день прибуття та на 5-ий день для прибулих з бурштинової зони. Ті, хто прибув з червоної зони, зобов'язані були піти на самоізоляцію терміном на 14 днів без винятку, тоді як ті, хто прибув із зеленої зони, взагалі не повинні були йти на самоізоляцію.
27 серпня 2020 року прибулі з Великобританії, Ірландії та Франції переведені на регіональний рівень категоризації, а прибулі з Великобританії могли категоризуватися як місцевий рівень. З 13 жовтня всі прибулі на острів були зобов'язані піти на самоізоляцію, поки не отримають перший негативний тест.
У середині листопада 2020 року режим тестування та ізоляції був змінений до його тривалої форми, дійсної ще до серпня 2021 року, з проведенням тестування після прибуття, на 5-ий та 10-ий день, з ізоляцією, скороченою до 10 днів для прибуття з червоної зони, першим негативним тестом для зеленої зони, та після 5-го дня для бурштинової зони.
22 грудня 2020 року уряд включив усі регіони Великобританії до червоного списку у зв'язку з виявленням нового на той час британського варіанту коронавірусу, включно з особами, які перебували транзитом у Великобританії. 15 січня 2021 року всі інші регіони та країни були класифіковані як червоні, а Гернсі — як бурштиновий, у зв'язку зі зростанням кількості варіантів COVID-19, виявлених у всьому світі.
Станом на 21 січня 2021 року в рамках програми прикордонного тестування виявлено 339 випадків із 3097 загалом підтверджених випадків хвороби. У рамках програми з 1 липня 2020 року було обстежено 135599 осіб.
26 квітня 2021 року в'їзд на острів повернувся до регулювання за кольоровим показником для в'їзду з Британських островів. В'їзд з-за меж Британії мали відновитися 17 травня. Станом на 18 березня, незважаючи на те, що всі регіони ще класифікувалися як червоні, встановлено районування для 18 % регіонів Британських островів (включаючи Ірландію) як зелених, 50 % — бурштинових і 32 % — червоних. Розглядалось встановлення безкоштовного повітряного міста між Джерсі та Гернсі. Урядова комісія запропонувала посилити критерії для скасування обмежень на поїздки. Це мало призвести до зменшення кількості випадків для встановлення класифікації місцевості як зеленої зони із 50 до 25 випадків на 100 тисяч осіб.
Міністр економічного розвитку Джерсі Ліндон Фарнем запропонував запровадити цифрові сертифікати безпеки COVID-19 з метою послаблення обмеження на транспортне сполучення, а повністю вакциновані особи, які прибули з бурштинових країн, мали класифікуватися як прибулі з зеленої зони.
10 травня повідомлено про нову політику щодо в'їзду на острів з 28 травня. Діюча для Великобританії система регіонів була замінена системою, в якій кожна з країн Великобританії мала єдину класифікацію. Ці зміни були запроваджені заднім числом. Вимоги до тестування змінилися таким чином: невакциновані прибулі із зеленої зони проходять тестування в день прибуття і на 5-ий день перебування на острові, самоізоляція в них триває лише до отримання результату тестування в день прибуття; невакциновані прибулі з бурштинової зони проходять тестування в день прибуття, та на 5-ий та 10-ий день перебування на острові, самоізоляція в них тривала до негативного результату тесту на 5-ий день перебування; вакциновані прибулі із зеленої та бурштинової зони проходять лише тестування в день прибуття, самоізоляції вони не підлягали. Прибулі з червоної зони проходили тестування в день прибуття, та на 5-ий та 10-ий день перебування на острові, самоізоляція в них тривала до негативного результату тестування на 10-ий день перебування на острові.
З 15 червня більше не використовувалась класифікація для Великої Британії як бурштинової зони. Натомість для країн Великої Британії розпочались використовуватися зелені та червоні зони, а в регіонах найбільшого поширення варіанту «Дельта» застосоване позначення «найвища небезпека». Спочатку Шотландія класифікувалась як червона зона, а решта Великобританії — як зелена, а зони гарячих точок — як червоні. Вимоги до тестування змінилися таким чином: невакциновані прибулі із зеленої зони проходять тестування в день прибуття і на 5-ий день перебування на острові, самоізоляція в них триває лише до отримання результату тестування в день прибуття, у випадку наявності в них негативного ПЛР-тесту до 72 годин до прибуття на острів самоізоляція цим особам не потрібна; невакциновані прибулі з бурштинової зони проходять тестування в день прибуття, та на 5-ий та 10-ий день перебування на острові, самоізоляція в них тривала до негативного результату тесту на 5-ий день перебування; вакциновані прибулі із зеленої та бурштинової зони проходять лише тестування в день прибуття, самоізоляції вони не підлягали. Прибулі з червоної зони проходили тестування в день прибуття, та на 5-ий та 10-ий день перебування на острові, самоізоляція в них тривала до негативного результату тестування на 10-ий день перебування на острові. Вакциновані прибулі з червоної зони мали проходити тестування в день прибуття та на 8-ий день перебування на острові, самоізоляція в них тривала до отримання негативного результату тесту в день прибуття.
17 червня 2021 року повідомлено, що з 29 червня вся Англія буде класифікована як червона зона через зростання кількості випадків хвороби в цій країні, спричинених варіантом Дельта, з встановленням районів найбільшої небезпеки з 22 червня. Однак обмеження були послаблені для осіб віком до 19 років, які з 22 червня будуть вважатися прибулими з зеленої зони незалежно від історії подорожей.

### Щеплення
Перша партія у 1000 доз вакцини проти COVID-19 виробництва Pfizer/BioNTech надійшла на Джерсі 8 грудня 2020 року, перша вакцинація була зроблена 13 грудня 87-річній особі. Друга партія з 1950 доз вакцини надійшла 15 грудня. 6 січня 2021 року на Джерсі надійшло 900 доз вакцини Oxford–AstraZeneca, яка розпочали вводити з 18 січня.

### Інші заходи
19 березня 2020 року оператори телекомунікаційних послуг острова повідомили про безкоштовне збільшення швидкості широкосмугового доступу до 1 Гбіт/с для всіх абонентів.
У січні 2021 року під час другої хвилі епідемії хвороби приміщення Королівського аграрного та садівничого товариства Джерсі було перетворено на тимчасий притулок для хворих.

### Критика
На ранніх етапах епідемії уряд Джерсі критикували за неналежну комунікацію, та за те, що спочатку уряд не оприлюднював частину статистики, причиною вказуючи захист приватних даних хворих. Також на Джерсі розгортання широкого охоплення тестувань відбулось повільніше, ніж у сусідньому Гернсі. Як і у більшість інших територій, на Джерсі спостерігалась нестача засобів індивідуального захисту. Засоби масової інформації острова також критикували владу за відсутність опублікованого плану виходу з карантину.
Підхід Джерсі до заходів боротьби з поширенням хвороби помітно відрізнявся від підходу сусіднього острова Гернсі. Джерсі застосував стратегію «придушити, зберегти та захистити», знову відкривши свої кордони в червні 2020 року, дотримуючись стратегії тестування та відстеження контактів, тоді як Гернсі дотримувався стратегії ліквідації вогнищ інфекції, вимагаючи від більшості прибулих самоізоляції протягом 7 або 14 днів. Підхід Джерсі був поставлений під сумнів під час другої хвилі пандемії на острові, коли протягом грудня 2020 року було зареєстровано 1748 нових випадків на Джерсі порівняно з 9 випадками на Гернсі.
Заступник голови уряду Гернсі Пітер Фербраш назвав уряд Джерсі «збіговиськом безмозких ідіотів» і сказав, що на його острові «набагато, набагато, набагато краще контролюють ситуацію», і компанії, які зареєстровані на Джерсі, можуть пошкодувати про своє місце реєстрації. Пізніше у 2020 році його обрали головою уряду Гернсі.
20 січня 2021 року встановлено, що міністри не зверталися до протиепідемічної комісії перед запровадженням обмеження зібрань на Різдво, та забороною перебування доглядачів за дітьми вдома, незважаючи на те, що міністри стверджували, що рішення були прийняті згідно порад комісії.
21 січня 2021 року група ключових гравців на ринку заходів, розваг та нічних клубів Джерсі розкритикувала пакети підтримки уряду, попередивши, що більшість з них знаходяться на межі краху, що може призвести до затримок та скасування майбутніх подій, включаючи День визволення Нормандських островів. Бізнесмени стверджували, що це сталось не через нежиттєздатність їх бізнесу або його недоліків, а виключно через обмеження уряду, від яких вони страждають протягом уже 10 місяців, і які можуть тривати ще протягом 6—8 місяців.
18 березня уряд розкритикувала експертна комісія з питань корпоративних послуг за те, що уряд не був достатньо прозорим у прийнятті рішень для боротьби з поширенням коронавірусної хвороби.

## Вплив епідемії

### Економічні наслідки
Станом на грудень 2020 року прогнозувалось, що втрати від пандемії становитимуть 400 мільйонів фунтів стерлінгів, а також прогнозується недонадходження податків у розмірі 400 мільйонів фунтів стерлінгів у період з 2020 до 2023 року.

#### Закриття і зупинка роботи
17 березня 2020 року компанія «Cineworld» повідомила про закриття єдиного кінотеатру на острові.
22 березня 2020 року урядовці острова повідомили про закриття пабів, барів та нічних клубів.
23 березня 2020 року уряд повідомив про закриття спортивних центрів на острові, а Джерсійський зоопарк повідомив, що він буде закритий з 24 березня на невизначений термін.

#### Підвищення споживацького попиту
У кінці лютого почали скорочуватися запаси антисептиків для рук, а на початку березня супермаркети Джерсі повідомили про безпрецедентний попит на низку товарів, зокрема туалетний папір у рулонах.

#### Туризм
Улітку 2021 року внаслідок продовження обмежень на транспортне сполучення у Великобританії на Джерсі зрозуміли економічні вигоди від внутрішнього туризму. Оскільки Джерсі перебуває в єдиній зоні транспортного сполучення з Великобританією, то обмеження на транспортне сполучення не поширюються на поїздки між островом та Великобританією. У червні 2021 року авіакомпанія «easyJet» повідомила про відкриття 12 додаткових маршрутів з острова до Великобританії, а лоукостер «Wizz Air» мав включити Джерсі в межі спільної британської зони подорожей.

### Соціальні наслідки

#### Освіта і догляд за дітьми
18 березня повідомлено, що всі школи та коледжі на острові будуть закриті принаймні на 4 тижні з 23 березня. Особи, які працюють у галузях, робота яких є життєво необхідною, могли подати заявку про відвідування їх дітьми школи чи догляду за їх дитиною, щоб вони могли продовжувати виконувати свою роботу.

#### Скасування заходів
У березні 2020 року «Lions Club» повідомив, що його благодійний фонд, що організовує плавальний захід «Swimarathon», у якому була запланована участь більш ніж 3500 учасників, скасував проведення заходу в 2020 році. Організатори святкування 75-ї річниці визволення Нормандських островів оголосили про скорочення програми заходів. Пізніше парафія Сент-Гелієра повідомила, що вона проведе серію онлайн-заходів до дня визволення островів. Організатори карнавалу «Джерсійська битва квітів» повідомили, що захід, який мав відбутися в серпні 2020 року, буде скасований уперше за 70 років. Організатори туристичної прогулянки по острову «TMF 2020» повідомили, що щорічна прогулянка навколо острова, яка мала відбутися 20 червня, буде перенесена на пізніший період літа або може не відбутися. Зазвичай у заході беруть участь 1500 пішоходів.
Розіграш Кубка Сіаму, щорічного турніру з регбі між Гернсі та Джерсі та другого найстарішого існуючого трофею з регбі в світі, за 2020 рік перенесений на травень 2021 року. Міжострівний турнір з футболу під назвою Кубок Муратті також був перенесений.
У серпні організатори найбільшого музичного фестивалю на Нормандських островах «Weekender», на який мали прибути близько 9000 осіб, повідомили, що захід, який мав відбутися у вересні 2020 року, перенесений на вересень 2021 року. У серпні 2021 року фестиваль знову перенесли на вересень 2022 року. Організатори заявили, що будь-які зміни до обмежень до вересня будуть «занадто малими, й уже надто пізно щось змінити».
Джерсійський авіасалон, який повинен був відбутися 10 вересня, був скасований у зв'язку з побоюваннями з приводу того, чи будуть глядачі дотримуватися правил соціального дистанціювання. Етап розіграшу Суперліги Джерсі з тріатлону, запланований на 19–20 вересня, також був скасований, оскільки перший етап виходу з карантину обмежує кількість глядачів на спортивних змаганнях до 40 глядачів.

### Транспортне сполучення
3 березня 2020 року Францію та Німеччину додали до списку країн, після прибуття з яких всім особам необхідно знаходитись на самоізоляції протягом 14 днів.

#### Авіаційний транспорт
5 березня 2020 року авіакомпанія «Flybe», яка базувалась на Джерсі і обслуговувала більшість авіарейсів з острова, перейшла під зовнішнє управління, посилаючись на пандемію коронавірусної хвороби як одну з причин її банкрутства. 11 березня авіакомпанія «Blue Islands» з Нормандських островів повідомила, що рейси між Джерсі та аеропортом Лондон-Сіті будуть тимчасово скасовані.
20 березня 2020 року авіакомпанія «Blue Islands» повідомила про припинення польотів між Джерсі та Гернсі. 28 березня аеропорт Джерсі повідомив, що рейси «British Airways» між Гатвіком та Джерсі будуть припинені з 31 березня до кінця квітня. 30 березня авіакомпанія «EasyJet» повідомила, що призупиняє виконання всіх своїх авіарейсів. «EasyJet» виконувала кілька рейсів на день між Джерсі та аеропортом Лондон-Гатвік-, а також до 8 інших регіональних аеропортів, зокрема аеропорту Ліверпуль.
1 квітня уряд Джерсі повідомив, що веде переговори з авіакомпанією «Blue Islands» про те, щоб авіакомпанія забезпечила безперервність авіаперельотів до Великобританії для поїздоку невідкладних справах. Ця пропозиція була прийнята, і з 20 квітня виконувалися 3 регулярні рейси на тиждень до Саутгемптона. 20 квітня повідомлено, що нікому не дозволять сісти на літак авіакомпанії без спеціального урядового дозволу на поїздку. Усі ті, хто прибував на Джерсі, мали перебувати на 14-денній самоізоляції, за поодинокими виключеннями, кожна заява про звільнення від самоізоляції розглядалась індивідуально.
З 26 травня 2020 року авіакомпанія «Blue Islands» розпочала здійснювати щотижневий рейс до аеропорту Гатвік. 16 червня міністр фінансів Джерсі повідомив у асамблеї острова, що уряд розглядає надання позику у 10 мільйонів фунтів стерлінгів авіакомпанії «Blue Islands», щоб забезпечити дотримання необхідних зв'язків між островом та рештою Великобританії.
На деякий час у листопаді 2020 року авіакомпанія «British Airways» призупинила польоти на острів, залишивши «Blue Islands» та «EasyJet» єдиними авіакомпаніями, що здійснюють рейси до Джерсі. У суботу, 21 листопада, взагалі було відсутнє комерційне авіасполучення з островом, що є дуже рідкісним явищем. Рейси між Нормандськими островами рідко скасовуються, вони не скасовувались навіть під час виверження вулкана Ейяф'ятлайокютль у 2010 році.

#### Пороми
13 березня 2020 року компанія «Condor Ferries» повідомила, що пором «Commodore Clipper» не буде перевозити пасажирів протягом місяця для забезпечення безперервність своїх морських вантажних перевезень. 17 березня повідомлено про припинення паромного сполучення з Сен-Мало з 24 березня щонайменше до 2 квітня. Згодом компанія повідомила, що скасовуються всі пасажирські рейси з 27 березня принаймні до 30 квітня 2020 року. Пізніше цей термін було продовжено до 14 травня і знову до 12 червня 2020 року. Поромне сполучення з Сен-Мало відновилось 17 липня 2020 року.
Під час другої хвилі епідемії графік плавання порому знову змінився з тенденцією до скорочення, а швидкісні пороми були скасовані до квітня 2021 року. Однак, коли 3 члени екіпажу на його вантажному поромі «MV Commodore Goodwill» отримали позитивний результат тестування на коронавірус, компанія повідомила, що звичайний пором «Commodore Clipper» буде проводити лише вантажні перевезення, а перевозити пасажирів будуть швидкісні пороми. Пасажири повинні надати негативного результат тесту на коронавірус, зроблений не більш ніж за 72 години до відправлення.

#### Автобусний транспорт
Основний автобусний перевізник на острові «LibertyBus» скоротив кількість своїх рейсів з 28 березня до 1 вересня 2020 року. Носіння маски для обличчя стало обов'язковим в автобусах з 27 липня 2020 року, а на автобусному терміналі — з 26 жовтня 2020 року.